# Joe Sacco
Pour le joueur de hockey sur glace, voir Joe Sacco (hockey sur glace).
Joe Sacco, né le 2 octobre 1960 sur l'île de Malte, est un auteur de bande dessinée et journaliste américano-maltais, travaillant aux États-Unis. Il est considéré comme un précurseur de la bande dessinée documentaire.
Il se fait connaître avec son œuvre Palestine, une bande dessinée documentaire sur le conflit israélo-palestinien qui lui vaut un American Book Award en 1996.
Il poursuit son travail de bande dessinée documentaire en ex-Yougoslavie, donnant naissance à plusieurs ouvrages sur la guerre de Bosnie-Herzégovine, puis consacre des reportages dessinés à des sujets comme la crise migratoire à Malte ou les populations autochtones du Canada.

## Biographie
Peu après sa naissance (2 octobre 1960) à Malte, sa famille émigre en Australie, puis part s'installer à Los Angeles alors qu'il a douze ans. Il fait une licence de journalisme à l'université de l'Oregon. N'ayant étudié ni l'art ni la bande dessinée, il s'y intéresse pourtant et envoie quelques pages au magazine Raw. Pendant plusieurs années, il porte un travail consacré à la guerre du Viêt Nam, qui n'aboutira jamais. Dans How I Loved the War, il analyse ses sentiments de téléspectateur face à la guerre du Golfe.
En 1992, il fait un voyage de plusieurs mois en Palestine et en Israël afin de mieux se rendre compte d'un conflit qu'il juge « atroce » et « injuste » et traité de façon trop partisane par ses collègues journalistes aux États-Unis. Il en tire une série de bandes dessinées, éditées en français en deux albums : Palestine : Une nation occupée (1993) et Palestine : Dans la bande de Gaza, regroupés ultérieurement, en deux tomes, sous le titre de Palestine. Cette œuvre étonnante l'a fait reconnaître comme le père de la BD-reportage consistant à réaliser un reportage journalistique sous forme de bandes dessinées. Sa rigueur professionnelle lui vaudra la reconnaissance et l'admiration des journalistes, plus encore que celle des bédéphiles. Pour Palestine, il reçoit notamment le American Book Award en 1996. En 1995, Sacco part pour l'ex-Yougoslavie, notamment en Bosnie-Herzégovine à Sarajevo. De cette expérience, il tirera Soba, The Fixer : une histoire de Sarajevo et Gorazde (deux tomes).
En 2010, la revue américaine Virginia Quarterly Review, le magazine français Courrier international et le journal britannique The Guardian publient une bande dessinée inédite de Joe Sacco, Les Indésirables (The Unwanted, titre anglais). Joe Sacco est retourné à Malte, son île d'origine, et a enquêté sur l'arrivée massive de migrants africains : il rencontre ces migrants mais aussi des habitants de l'île, assez hostiles aux migrants, des humanitaires et des hommes politiques locaux.
En 2020 paraît Payer la terre, des reportages sur le Nord-Ouest canadien le long du fleuve Mackenzie sur l'histoire des Dénés, de leur spoliation à l'exploitation du pétrole et du gaz de schiste brut, sur fond de « crise identitaire ».
L'œuvre de Joe Sacco évoque le parcours des « journalistes-aventuriers du début du XXe siècle ».
Son œuvre Palestine connaît un regain d'intérêt dans le contexte de la guerre de Gaza.
En 2024 parait Guerre à Gaza, pour la première fois une réaction à chaud de Joe Sacco sur un conflit, plus qu'une BD-reportage.
La même année, Joe Sacco s'associe avec Art Spiegelman pour un projet de roman graphique sur Gaza.

### Postérité: la bande dessinée de reportage
Joe Sacco est vu comme une référence dans le genre de la bande dessinée documentaire, appelée aussi bande dessinée de reportage,,. D'après Jean-Christophe Ogier, Joe Sacco est « le pape du genre » de la bande dessinée du réel au sens de « bande dessinée d'actualité et de reportage ». Dans Le Monde des Livres, le critique Philippe Périn décrit Sacco comme « précurseur et figure emblématique [du BD-journalisme] ». Dans Le Figaro en 2014, l'artiste est décrit comme « l'une des plus grandes plumes mondiale du reportage graphique. Précurseur et plus grand représentant de ce nouveau genre qu'est le reportage graphique, il allie avec brio ses deux passions: le journalisme et le dessin ».

### Expositions
En été 2014, à la suite de la publication de La Grande Guerre, Joe Sacco élabore une fresque de 130 mètres sur la Première Guerre mondiale à la station Montparnasse,. En 2016, le mémorial de la bataille de la Somme à Thiepval inaugure un nouvel espace pour le musée et y expose une fresque de 60 mètres, dessinée par Joe Sacco et tirée de son livre Le premier jour de la bataille de la Somme,,.

## Œuvres

### En anglais
- Spotlight on the Genius that is Joe Sacco, Fantagraphics Books, 1994.
- War Junkie, Fantagraphics Books, 1997  (ISBN 978-1-560-97170-2).
- War's end, Drawn & Quarterly, 2005  (ISBN 978-1-89659-792-8).
- Journalism, Metropolitan Books, 2012  (ISBN 978-0-8050-9486-2).

### En français
- Palestine, Vertige Graphic

1. Palestine : une nation occupée, Vertige Graphic, 1996  (ISBN 2-908981-23-8).
2. Palestine : dans la bande de Gaza, Vertige Graphic, Paris, 1996  (ISBN 2-908981-26-2).
3. Palestine, intégrale des deux premiers volumes, Rackham, 2010  (ISBN 978-2-87827-121-8).

- Soba : une histoire de Bosnie, Rackham, Montreuil, 2000  (ISBN 2-87827-039-8)[17].
- Goradze, Rackham

1. Gorazde : première partie, 2001  (ISBN 2-87827-043-6).
2. Gorazde : deuxième partie, 2001  (ISBN 2-87827-054-1).
3. Gorazde : la guerre en Bosnie orientale, 1993-1995, intégrale rassemblant les volumes 1 et 2, 2004  (ISBN 2-87827-078-9)[18].

- Le Rock et moi, Rackham, Montreuil, 2002  (ISBN 2-87827-058-4)[19].
- Journal d'un défaitiste, Rackham, Montreuil, 2004  (ISBN 2-87827-077-0).
- The Fixer : une histoire de Sarajevo, Rackham, Montreuil, 2005  (ISBN 2-87827-085-1).
- Derniers jours de guerre : Bosnie 1995-1996, Rackham, Montreuil, 2006  (ISBN 2-87827-095-9).
- Gaza 1956. En marge de l'histoire, Futuropolis, 2010  (ISBN 9782754802529).
- Reportages, Futuropolis, 2011, (recueil regroupant différents reportages en Palestine, Irak, Inde, Caucase, Malte réalisés pour la presse internationale).
- Jours de destruction Jours de révolte, avec Chris Hedges, Futuropolis, 2012  (ISBN 978-2-7548-0876-7).
- La Grande Guerre, le premier jour de la bataille de la Somme reconstitué heure par heure, Fururopolis / Arte Éditions, avril 2014  (ISBN 978-2-7548-1029-6).
- Bumf, Futuropolis, 2015  (ISBN 978-2-7548-1204-7).
- But I like it - Le rock et moi, version augmentée de Le Rock et moi, Futuropolis, 2018  (ISBN 978-2-7548-2521-4).
- Payer la terre, sous-titré À la rencontre des premières nations des Territoires du Nord-Ouest canadien, XXI / Futuropolis, 2020  (ISBN 978-2-7548-1855-1).
- Guerre à Gaza, Futuropolis, 2024,  (ISBN 9782754845793)
- Souffler sur le feu, Futuropolis, 2024  (ISBN 9782754836203) - Sélection officielle Festival d'Angoulême 2025

## Distinctions
- 1999 : Prix France Info de la Bande dessinée d’actualité et de reportage et Prix Tournesol pour Palestine, une nation occupée (France).
- 2001 : Prix Eisner du meilleur album pour Gorazde (États-Unis).
- 2004 : Prix Adamson du meilleur auteur international pour l'ensemble de son œuvre (Suède).
- 2009 : Prix Urhunden du meilleur album étranger pour The Fixer : une histoire de Sarajevo (Suède).
- 2010 : Prix Eisner du meilleur auteur (reportage) pour Gaza 1956. En marge de l'histoire (États-Unis).
- 2011 : 
  - Prix France Info de la Bande dessinée d’actualité et de reportage pour Gaza 1956, en marge de l'histoire (France).
  - Prix regards sur le monde du festival d'Angoulême pour Gaza 1956, en marge de l'histoire (France).
- 2012 : Prix Max et Moritz de la meilleure bande dessinée internationale pour Gaza 1956, en marge de l'histoire (Allemagne).